# Jerry Orbach
Jerry Orbach (20. oktober 1935 - 28. december 2004) var en amerikansk skuespiller. Han var kendt for film som Dirty Dancing fra (1987) og Crimes and Misdemeanors fra (1989).